# Marius Chadefaud
Marius Chadefaud, né le 21 décembre 1900 à Jonzac, ville où il est mort le 11 mai 1984, est un botaniste et mycologue français, spécialiste de la systématique et de la morphologie des algues et des champignons, en particulier des Ascomycètes. Il a été Professeur à la Sorbonne.

## Biographie
Marius Chadefaud a étudié à l’École normale d'instituteurs de La Rochelle, puis à l’École normale supérieure de Saint-Cloud.
De 1923 à 1930, il est Professeur à l’École normale de La Roche-sur-Yon. Parallèlement, il obtient une licence ès Sciences naturelles à Rennes et en 1927, un Diplôme d’études supérieures, sur l’étude cytologique des algues, sous la direction de Pierre Augustin Dangeard.
Puis  en 1928, il obtient l'agrégation de sciences naturelles, et devient en 1930 professeur au Lycée Turgot à Paris. À partir de 1930, parallèlement à l’enseignement, il est engagé dans la recherche scientifique au Muséum national d’histoire naturelle de Paris, dans le laboratoire de Cryptogamie dont il deviendra directeur.
En 1935, il soutient sa thèse où il conclut à l’existence d’une structure infra-visible du cytoplasme.
En 1954, il devient Maître de conférences, puis Professeur jusqu’en 1971, à la Faculté des sciences de la Sorbonne. 

## Travaux scientifiques
Au début de son activité de recherche, Chadefaud étudie la cytologie et la morphologie des thalles des algues et identifie les quatre principaux types structuraux de thalles. Il transfère sa classification morphologique à l’appareil végétatif des plantes  (cormus) et des champignons. En 1935, il entreprend des études cytologiques sur les ascides et les basides, et publie des articles avec les résultats d'études sur l'appareil apical ascique.
En 1944, la première grande monographie de Chadefaud est publiée : Biologie des champignons. Le livre contient une description détaillée des cycles de vie et des organes reproducteurs de divers groupes taxinomiques de champignons, et une grande attention est accordée à la manière dont ils évoluent.
En 1960, le premier volume du Traité de botanique - Systématique est publié sous le titre Plantes non vasculaires (cryptogames) : Les végétaux non vasculaires (Cryptogamie). Le travail décrit en détail la morphologie, la cytologie et les cycles de vie des algues et des champignons, il contient des illustrations originales et contient la classification originale de ces organismes.
En 1983, Chadefaud a proposé le concept de « cycle chromophyte » dans la classification des algues. Cette idée était très différente des concepts scientifiques généralement acceptés qui existaient depuis les années 1930 et qui incitaient à des recherches supplémentaires : elles ont influencé en particulier Thomas Cavalier-Smith et son concept de chromalvéolates.
Les derniers travaux du scientifique ont été consacrés à l'évolution des fructifications des Fungi.

## Publications
- Biologie des Champignons, L'Avenir de la Science no.19, 1944

## Prix et récompenses
- 1937 : Prix Montana
- 1944 : Prix Demazier
- 1959 : Légion d'honneur
- 1961 : Prix Montana

## Hommages
Les genres suivant lui ont été dédiés :
- Chadefaudia G. Feldmann, 1957 ;
- Chadefaudiella Locquin-Linard, 1975 ;
- Chadefaudiomyces Kamat, V.G. Rao, A.S. Patil & Ullasa, 1974 ;
- Chadefaudiothrix Bourrelly, 1957 ;
- Mariusia D. Pons & Boureau, 1977 (Ascomycètes fossiles);

ainsi que l’espèce Blidingia chadefaudi (Chadefaud, 1957) Bliding, 1963.